# Хасапико
Хаса́пико (греч. χασάπικο; «танец мясника») — народный греческий танец, ранее имевший церемониально-прикладное значение и исполнявшийся как воинский ритуал.

## Описание
Согласно распространённой версии, хасапико — это военный танец, который исполняли избранные отряды воинов византийской эпохи, называемые кассапидес.
В русскоязычной литературе первой половины XX века танец называют касапико (от тур. kasap havası).
Шаги танца были очень простыми и представляли собой следующее: воин выходил на поле битвы и старался уничтожить всех врагов. Другими словами, эти «танцоры» были избранными воинами, которые повторяли свои действия на поле боя. Эти воины танцевали кассапико на праздниках, и это отличало их от других отрядов. Затем в греческом языке в названии танца ушла одна буква «с» и «к» поменялась на «х», и таким образом появился танец хасапико. Мясник по-турецки «kasap», а по-гречески «макелариос», таким образом, в Греции танец стали называть «макеларикос».
Медленная версия танца называется «хасапико тяжёлый» (вари хасапико) и танцуется под ритм 4/4. Для более быстрой версии используется ритм 2/4.
Среди прочих он описан в рассказах эмигранта Ивана Корвацкого.

## Мнение специалистов
Согласно Теду Петридесу, известному исследователю музыки и танца, вари хасапико «был военный танец, который произошёл от древнего пастушьего танца македоно-фракийского региона. Движения повторяли бесшумное приближение к врагу, визуальный контакт и схватку с ним, и победу. Его танцевали для того, чтобы подготовить солдат к битве, обучая их двигаться бесшумно, сигналы к движениям передавались посредством прикасаний».